# Красимир Безински
Красимир Смиленов Безински (29 юни 1961 г. – 22 април 2019 г.) е български футболист и треньор по футбол. Легенда на ЦСКА (София). По време на своята състезателна кариера играе на всички постове в защитата.
С ЦСКА печели 5 пъти титлата на България, 6 пъти Купата на България и 3 пъти Купата на Съветската армия. Единственият футболист, който има изиграни два полуфинала с отбора в евротурнирите - в Купата на европейските шампиони през 1981/82 и в Купата на носителите на купи през 1988/89.
Между 1980 г. и 1993 г. записва 21 мача за националния отбор на България.

## Биография
Родом от Благоевград, Безински започва футболната си кариера в местния клуб Пирин, за който дебютира в А група през сезон 1978/79. С Пирин достига до финал за Купата на България през сезон 1980/81, който обаче е загубен с 0:1 от Ботев (Пловдив).
През юли 1981 г. Безински преминава в ЦСКА (София).
В А група има 307 мача и 13 гола. Петкратен шампион на България през 1982, 1983, 1987, 1989 и 1992 г. с ЦСКА, шесткратен носител на купата на България през 1983, 1985, 1987, 1988, 1989 и 1993 и трикратен носител на КСА през 1985, 1986 и 1989 г. Полуфиналист за КЕШ през 1982 и за КНК през 1989 г. В евротурнирите за ЦСКА има 31 мача и 1 гол (18 мача с 1 гол за КЕШ, 7 мача в КНК и 6 мача за купата на УЕФА).
Има 21 мача за националния отбор, на който е помощник-треньор от 21 декември 2005 г. На 15 април 2018 г. е назначен като помощник треньор на първия отбор в ЦСКА (София).
На 22 април 2019 г. почива от рак на дебелото черво.

## Статистика по сезони
- Пирин – 1978/79 - А група, 9 мача/1 гол
- Пирин – 1979/80 - А група, 20/2
- Пирин – 1980/81 - А група, 28/2
- ЦСКА – 1981/82 - А група, 29/1
- ЦСКА – 1982/83 - А група, 25/0
- ЦСКА – 1983/84 - А група, 23/0
- ЦСКА – 1984/85 - А група, 19/0
- ЦСКА – 1985/86 - А група, 26/3
- ЦСКА – 1986/87 - А група, 30/2
- ЦСКА – 1987/88 - А група, 27/1
- ЦСКА – 1988/89 - А група, 25/0
- Портимоненсе – 1989/90 - Португалска лига, 32/0
- Портимоненсе – 1990/91 - Лига де Онра, 38/1
- Портимоненсе – 1991/ес. - Лига де Онра, 10/0
- ЦСКА – 1992/пр. - А група, 15/1
- ЦСКА – 1992/93 - А група, 26/0
- Ирони Ашдод – 1993/ес. - Лигат Ал, 14/1
- Апоел (ПТ) – 1994/пр. - Лигат Ал, 11/2
- Пирин – 1994/95 - А група, 6/0